# Alfred Coupillaud
Alfred Céléstin Coupillaud (1844-1925) est un général de division français de la IIIe République, un écrivain et journaliste.

## Biographie
Alfred Céléstin Coupillaud naît à Metz le 21 septembre 1844. Il prépare l'École spéciale militaire de Saint-Cyr en novembre 1863 et en sort sous-lieutenant en 1865 au 99e régiment d’infanterie d’Aix-en-Provence. Lorsque la Guerre franco-prussienne de 1870 éclate, il se bat en Alsace près de Colmar, puis à Strasbourg, où il est fait prisonnier le 28 septembre 1870.
De retour en France en 1871, Coupillaud rejoint le 84e régiment d’infanterie à Montpellier. Le 24 juin 1872, il opte sans surprise pour la nationalité française. En mai 1873, il est promu capitaine et détaché dans une école militaire, puis à l’arsenal de Douai. Détaché dans une brigade topographique, Coupillaud part en Algérie en octobre 1883. De retour en mars 1884, Coupillaud est détaché à l’état-major général, où il réalise différentes études pour l’armée. En 1888, il est affecté au 78e régiment d’infanterie. Nommé lieutenant-colonel en 1892, Coupillaud est alors affecté au 4e régiment d’infanterie. En 1897, il est promu au grade de colonel au 85e régiment d’infanterie. 
Promu général de brigade en décembre 1901, Coupillaud prend le commandement de la 44e brigade d’infanterie à Quimper. En 1902, il est nommé gouverneur de Dunkerque. Le 30 juin 1906, Alfred Coupillaud est promu général de division et reçoit le commandement de la 33e division d’infanterie. Depuis Montauban où il est envoyé lors de la crise viticole du Midi, il rétablit l'ordre gravement troublé, notamment à Béziers où le 17e régiment d'infanterie s'était mutiné, avant de renvoyer ce régiment à Gap.  En 1909, Coupillaud fait valoir ses droits à la retraite. Mais en août 1914, il est rappelé à l’activité, comme Inspecteur général des services de ravitaillement et des transports de la place de Paris. Âgé de 70 ans, il est enfin relevé de ses fonctions le 27 novembre 1915, après une carrière militaire bien remplie. Le général Coupillaud décédera dix ans plus tard à son domicile du 28 rue Ville-Pépin Saint-Servan, le 28 septembre 1925.
Il est l'auteur de plusieurs ouvrages militaires et collaborateur à des journaux, dont Le Temps.

## Titres et décorations
- Chevalier de la Légion d’honneur, le 5 juillet 1887.
- Officier de la Légion d’honneur,  le 11 juillet 1901.
- Commandeur de la Légion d’honneur, le 10 juillet 1907[2]

## Sources
- Pierre Brasme, La Moselle et ses soldats, éd. Serpenoise, Metz, 1999 (p. 58).
- Dossier LH/608/62 sur la Base Leonore